# Sixten Lundberg
Sixten Lundberg, född 18 mars 1961 i Helsingfors, är en finländsk skådespelare. 

## Biografi
Lundberg studerade vid Teaterhögskolan 1979-83. Han har med tiden utvecklats till en skicklig komiker som drar publik och skratt där han visar sig. 2003-05 slog han personligt rekord som Grottmannen på Svenska Teaterns miniscen, med en frispråkig könsrollsparodi som attraherade över 7 000 åskådare. Parallellt spelade han också påstridig granne (2004-05) i Middagsgästen - Illallisvieras på Lilla teatern.
Lundberg var även den svenska rösten till Mumintrollet i den japansk-finska animerade TV-serien I Mumindalen 1990-91.
Redan som studerande medverkade han i pjäser på Svenska Teatern, och senare bl.a. i Gunilla Hemmings En tyst bolagsman och i den av Sven Sid regisserade publikdragaren Emil i Lönneberga 1985-86. Han har i långa perioder arbetat som frilans, skapat egna underhållningsprogram och gjort olika teaterroller; t.ex. Herr Huu på Helsingfors stadsteater 2002.
Sommaren 2010 regisserade Lundberg, inför Sjundeås 550-årsjubileum, Anna Gullichsens nyskrivna pjäs Det var en gång en klockare.